# Ballinamore
Ballinamore (irsk: Béal an Átha Móir, dansk: „åbningen til det store vadeated“) er en by med 805 indbyggere (2006) i County Leitrim i  den nordlige del af Republikken Irland, 150 km nordvest for Dublin. 
Ballinamore liger ved landevejen R202, der her mødes med to andre landeveje, 12 km fra hovedvejen N87 og 19 km fra grænsen til Nordirland.
Byens tre skoler Ballinamore Vocational School,  Meánscoil Fatima og St. Felim indledte 1970   et samarbejde under navnet Ballinamore Post Primary School med fælles inskrivning og drift.  
Byen blev første gang nævnt i forbindelse med  de irske bosættelser i 1621. Den voksede omkring en mølle, og havde flere jernværker i det 18. århundrede. 
Byen hovedgade med de gamle farverige butikker og byhuse er et eksempel på en lille irsk by i det 19. århundrede.  Den ældste bygning i byen er kirken Ballinamore Church of Ireland som omkring 1780 blev bygget på ruinerne af den katolske kirke, som blev ødelagt under Reformationen. 
Byens irske navn Béal an Átha Móir hentyder til til det tidligere hovedovergangssted ved Yellow River, der flyder forbi byen og som omkring 1840 blev udbygget til kanalen Ballinamore-Ballyconnell som forbinder floderne Erne og Shannon. 1860 åbnede kanalen for skibsfart, men den fik aldrig nogen erhvervsmæssig betydning og blev derfor lukket igen i 1869 og genåbnede først igen i 1994 som motorbådskanal under navnet Shannon-Erne-kanal. 